# Oddleif Olavsen
 (février 2022).
La mise en forme du texte ne suit pas les recommandations de Wikipédia : il faut le « wikifier ».
Les points d'amélioration suivants sont les cas les plus fréquents. Le détail des points à revoir est peut-être précisé sur la page de discussion.
- Les titres sont pré-formatés par le logiciel. Ils ne sont ni en capitales, ni en gras.
- Le texte ne doit pas être écrit en capitales (les noms de famille non plus), ni en gras, ni en italique, ni en « petit »…
- Le gras n'est utilisé que pour surligner le titre de l'article dans l'introduction, une seule fois.
- L'italique est rarement utilisé : mots en langue étrangère, titres d'œuvres, noms de bateaux, etc.
- Les citations ne sont pas en italique mais en corps de texte normal. Elles sont entourées par des guillemets français : « et ».
- Les listes à puces sont à éviter, des paragraphes rédigés étant largement préférés. Les tableaux sont à réserver à la présentation de données structurées (résultats, etc.).
- Les appels de note de bas de page (petits chiffres en exposant, introduits par l'outil «  Source ») sont à placer entre la fin de phrase et le point final[comme ça].
- Les liens internes (vers d'autres articles de Wikipédia) sont à choisir avec parcimonie. Créez des liens vers des articles approfondissant le sujet. Les termes génériques sans rapport avec le sujet sont à éviter, ainsi que les répétitions de liens vers un même terme.
- Les liens externes sont à placer uniquement dans une section « Liens externes », à la fin de l'article. Ces liens sont à choisir avec parcimonie suivant les règles définies. Si un lien sert de source à l'article, son insertion dans le texte est à faire par les notes de bas de page.
- La présentation des références doit suivre les conventions bibliographiques. Il est recommandé d'utiliser les modèles {{Ouvrage}}, {{Chapitre}}, {{Article}}, {{Lien web}} et/ou {{Bibliographie}}. Le mode d'édition visuel peut mettre en forme automatiquement les références.
- Insérer une infobox (cadre d'informations à droite) n'est pas obligatoire pour parachever la mise en page.

Pour une aide détaillée, merci de consulter Aide:Wikification.
Si vous pensez que ces points ont été résolus, vous pouvez retirer ce bandeau et améliorer la mise en forme d'un autre article.
Oddleif Olavsen (né le 9 octobre 1945 dans les îles Lofoten et mort le 5 juin 2022) est un homme politique norvégien du parti de droite Høyre et ancien maire de Bodø.

## Biographie
Oddleif Olavsen est originaire des îles Lofoten, où il a été pêcheur et baleinier.
Diplômé d'une école normale d'enseignants, il a également étudié l'histoire en tant que matière universitaire, l'éducation spécialisée et la gestion. Oddleif Olavsen a travaillé en qualité d'enseignant, d'inspecteur académique et de recteur à Bodø avant de devenir homme politique à plein temps. 

## Mandats politiques
- Conseiller de comté pour le parti Høyre Nordland (2003-2007)
- Maire de Bodø (1995-1999)
- Conseiller municipal pour le parti  Høyre de Bodø (1995-1999)
- Conseiller municipal pour le parti  Høyre de Bodø  (1991-1995)

## Fonctions dans l'appareil politique
- Chef du parti  Høyre du comté de Nordland
- Chef de Høyre de la ville de Bodø (1993-1995)
- Chef de Høyre de la ville de Bodø (1978-1982)

## Autres fonctions
- Membre adjoint du Conseil culturel norvégien (2005-2008)
- Membre du Comité de travail de la Centrale des communautés de communes (KS) (2004-2008)
- Membre de la Centrale des communautés de communes (KS) (2004-2008)
- Membre du Comité régional de la Norvège du Nord et du Nord-Trøndelag (2004-2007)
- Membre du Conseil de surveillance de l'établissement bancaire  Norges Bank (2002-2005)[2]

## Football
Oddleif Olavsen est gardien de but au FK Bodø/Glimt à la fin des années 1960 et au début des années 1970.